# Sergent Garcia
Sergent Garcia o Sargento García es el nombre artístico de Bruno García (Francia, 1964) un músico y compositor francés. Interpreta música fusión de hip hop con ritmos latinos como la salsa, el reggae y el raggamuffin, al cual ha bautizado como salsamuffin.

## Discografía
- 1997: Viva El Sargento
- 1999: Un poquito quema'o
- 2001: Sin Fronteras
- 2003: La Semilla Escondida
- 2004: Best Of (Compilation)
- 2006: Máscaras
- 2009: Cumbiamuffin (EP)
- 2011: Una y otra vez
- 2015: Contre vents et marées